# ماريو فرناندو هرنانديز
ماريو فرناندو هرنانديز (بالإسبانية: Mario Fernando Hernández)‏ هو سياسي هندوراسي، ولد في 7 ديسمبر 1966، وتوفي في 22 نوفمبر 2008. حزبياً، نشط في الحزب الليبرالي الهندوراسي. وقد انتخب نائب في المؤتمر الوطني في هندوراس.